# Gašper Križnik
Gašper Križnik, slovenski etnolog in jezikoslovec, * 5. januar 1848, Motnik, † 26. november 1904, Motnik.
Rodil se je očetu Štefanu in materi Mariji (rojena Laninšnik). Križnik je bil pomemben zbiralec slovenskih ljudskih pripovedk, pesmi, pregovorov itd. V drugi polovici 19. stoletja je v Motniku in okolici zbral preko 200 zapisov. Bil je prvi, ki je slovstveno folkloro zapisoval v narečju.